# Martin Knittel
Martin Knittel (Knittler) (ur. 1916 w Fridolfing, zm. 14 lipca 1958 w Bonn) – zbrodniarz nazistowski, członek załogi niemieckiego obozu koncentracyjnego Sachsenhausen i SS-Rottenführer.
W 1936 wstąpił do Waffen-SS, a do NSDAP w 1937. Od kwietnia 1938 do kwietnia 1945 należał do personelu Sachsenhausen, gdzie pełnił funkcję Blockführera. Knittel kierował między innymi blokiem, w którym więziono jeńców radzieckich. W sierpniu 1941 brał on udział w zamordowaniu 2500 jeńców, z czego sam zastrzelił ponad 50 w obozowym krematorium. Kierował również egzekucją przez powieszenie dwóch więźniów narodowości polskiej. Wreszcie okrutnie znęcał się nad podległymi mu więźniami.
Po zakończeniu wojny został osądzony przez radziecki Trybunał Wojskowy w Berlinie wraz z innymi członkami personelu Sachsenhausen i skazany na dożywotnie pozbawienie wolności połączone z ciężkimi robotami. Z radzieckiego więzienia zwolniony został w 1956, ale już w 1958 aresztowały go władze zachodnioniemieckie. Popełnił samobójstwo w więzieniu w Bonn przed rozpoczęciem procesu. 